# Otradnaja (kulle)
Otradnaja är en kulle i Antarktis. Den ligger i Östantarktis. Norge gör anspråk på området. Toppen på Otradnaja är 789 meter över havet.
Terrängen runt Otradnaja är platt åt nordost, men åt sydväst är den kuperad. Trakten är obefolkad. Det finns inga samhällen i närheten.